# 韦科·坎科宁
韦科·坎科宁（芬蘭語：Veikko Kankkonen，1940年1月5日—），芬兰男子跳台滑雪运动员。他曾代表芬兰参加1960年、1964年和1968年冬季奥林匹克运动会跳台滑雪比赛，共获得一枚金牌和一枚银牌。